# Cayman Airways
Pour les articles homonymes, voir Cayman.
Cayman Airways est le nom d'une compagnie aérienne des Îles Caïmans, fondée en 1968. Elle est installée à Grand Cayman.

## Histoire

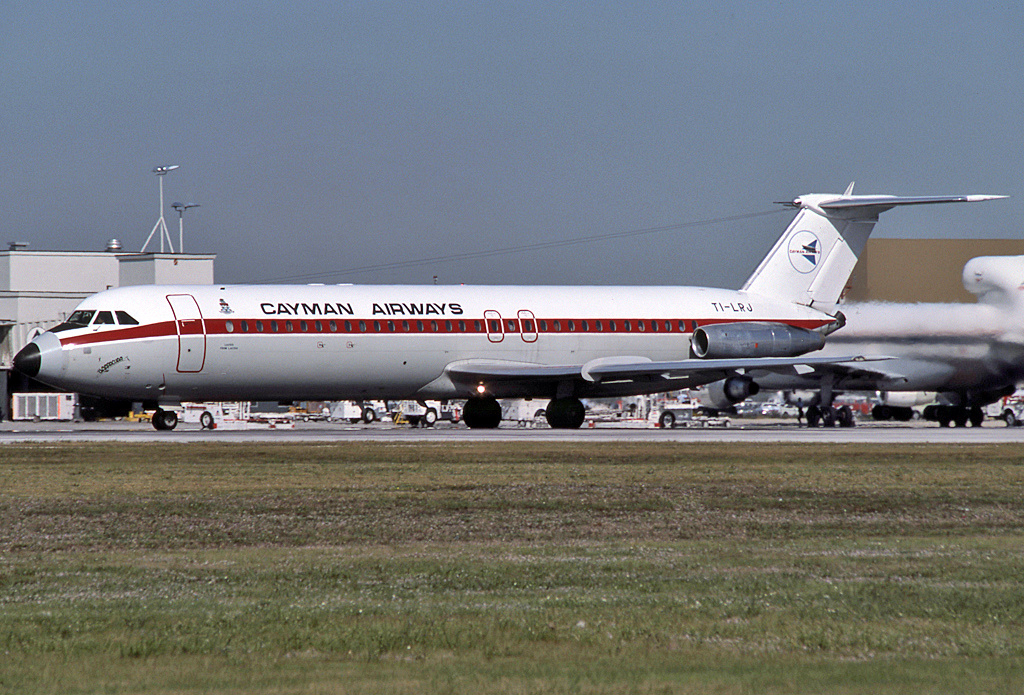
Cayman Airways BAC 111-531FS à Miami en 1976.
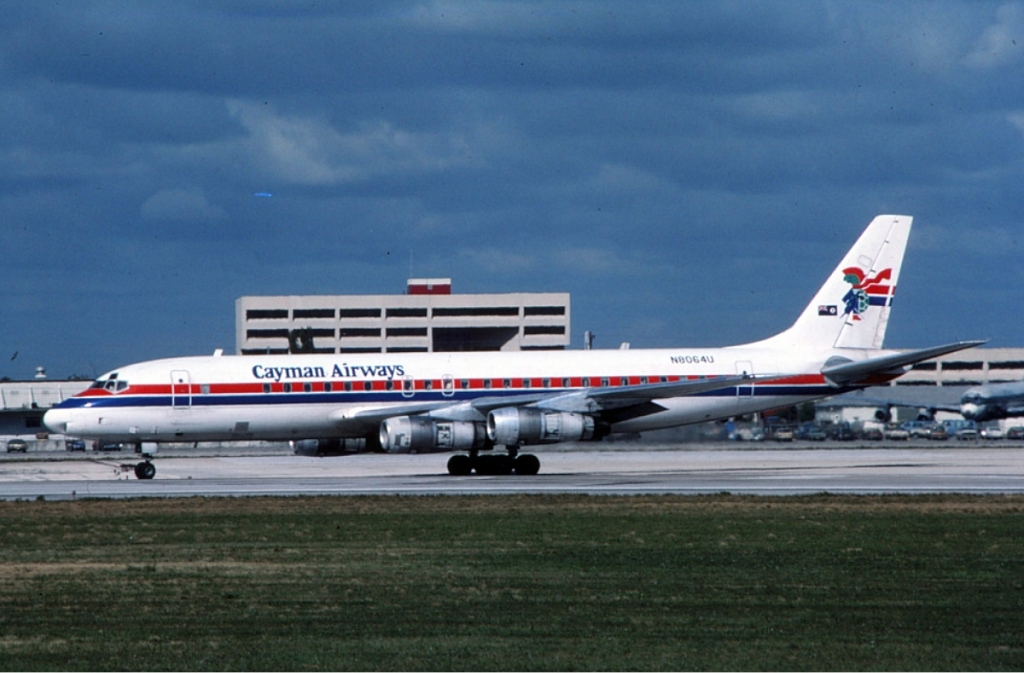
Cayman Airways Douglas DC-8 en 1985.
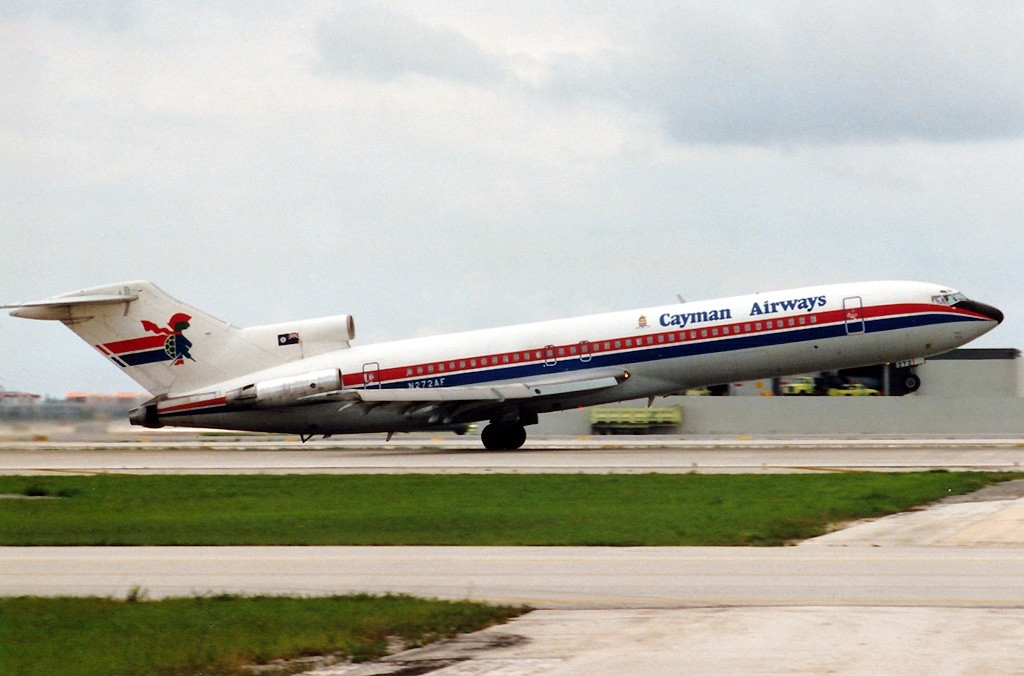
Boeing 727-227-Adv, Cayman Airways en 1989.
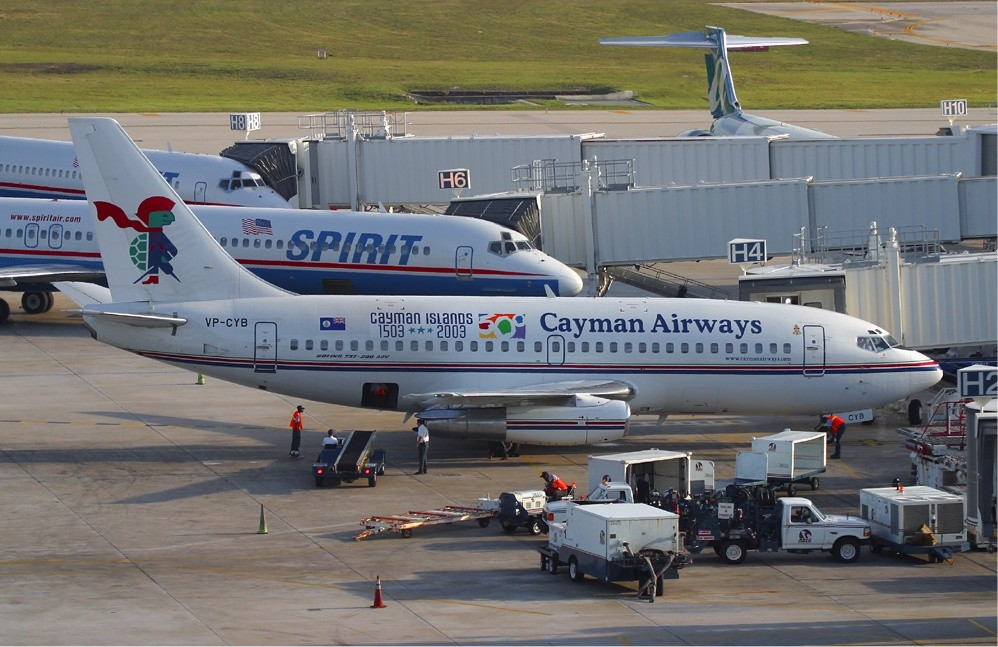
Cayman Airways Boeing 737-200 à Fort Lauderdale en 2003.

## Flotte

### Flotte actuelle

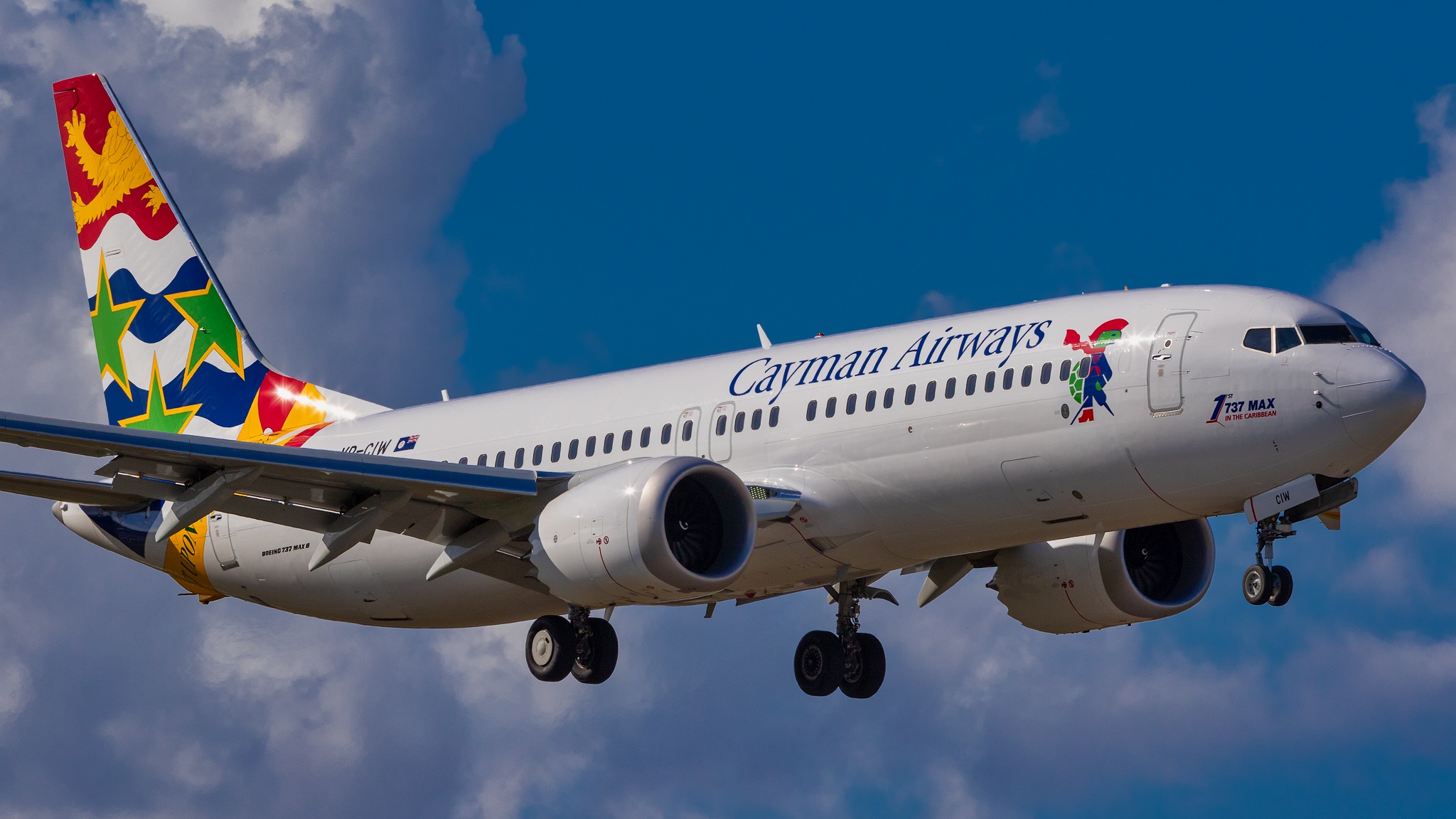
Boeing 737 MAX 8 de Cayman Airways.

En janvier 2023, la flotte de Cayman Airways est composée des appareils suivants :
| Avion                | En service | Commandes | Passagers | Passagers | Passagers | Notes |
| Avion                | C          | Commandes | Y         | Total     |           | Notes |
| -------------------- | ---------- | --------- | --------- | --------- | --------- | --- |
| Boeing 737 MAX 8     | 4          | —         | 16        | 144       | 160       | A remplacé le Boeing 737-300.                                                                                       |
| DHC 6–300 Twin Otter | 2          | 1         | —         | 15-19     | 15-19     | Opéré par Cayman Airways Express pour les vols entre Grand Cayman et Cayman Brac principalement pour Little Cayman. |
| Saab 340B+           | 2          | —         | —         | 34        | 34        | Opéré par Cayman Airways Express                                                                                    |
| Total                | 8          | 1         |           |           |           | |

### Flotte historique
L'ancienne flotte de Cayman Airways se compose des appareils suivants :
| Avion                     | Retiré | En stock | Passagers | Passagers | Passagers | Notes |
| Avion                     | C      | En stock | Y         | Total     |           | Notes |
| ------------------------- | ------ | -------- | --------- | --------- | --------- | --- |
| Boeing 737-800            | 1      | 1        | —         | #         | #         | Retiré et remplacé par le Boeing 737 MAX 8. |
| Boeing 737-400            | 3      | 3        | 10        | 120       | 130       | ... |
| Boeing 737-300            | 6      | 1        | 8         | 114       | 122       | (VP-CAY), (VP-CKY), (VP-CKW), (VP-CKZ) ont été retiré et remplacé par le Boeing 737 MAX 8. |
| Boeing 737-200            | 11     | 3        | 8         | 104       | 112       | Loué vers 1986-87 chez Dan-Air (en). En mars 1991, CA louer les autres et ce service est resté jusqu'en janvier 2009.                                                                                          |
| Boeing 727-200            | 2      | —        | 134       | 134       | 134       | D'abord obtenu chez Air Florida en November 1982. Un autre 727-200 a ensuite été obtenu. |
| Boeing 727-100            | 2      | —        | 106       | 106       | 106       | En 1987 un 727-100 a été obtenu chez Dan-Air (en).En 1999, CA a obtenu un autre avion 727-100, un ancien 727 privé de Forbes.                                                                                  |
| BAC 1-11 400              | 4      | —        | 89        | 89        | 89        | Ceux-ci, ainsi que la série 500, ont fonctionné jusqu'en 1982. |
| BAC 1-11 500              | 2      | —        | 119       | 119       | 119       | Ceux-ci, ainsi que la série 400, ont fonctionné jusqu'en 1982. |
| Douglas DC-9-10           | 2      | —        | 12        | 60        | 72        | ... |
| Douglas DC-8-52           | 1      | —        | 189       | 189       | 189       | ... |
| Douglas DC-6              | 2      | —        | 68        | 68        | 68        | ... |
| Douglas DC-3              | 1      | —        | 32        | 32        | 32        | Dans les années 1960, Cayman Brac Airways exploitait des DC-3 loués par LACSA. Une fois Cayman Airways établie, elle a pris le relais de Cayman Brac Airways et a exploité 1 DC-3 jusque dans les années 1970. |
| Embraer EMB 120           | 1      | —        | 30        | 30        | 30        | Précédemment loué avec équipage à InterCaribbean Airways (en) pour Cayman Airways Express. |
| DHC 6–300 Twin Otter      | 2      | —        | 15-19     | 15-19     | 15-19     | Officiellement exploité par Cayman Airways Express pour les vols inter-îles entre Grand Cayman et les îles sœurs.                                                                                              |
| Hawker Siddeley HS.748    | 1      | —        | 58        | 58        | 58        | Exploité de février 1982 à 1984. |
| Britten-Norman Trislander | 1      | —        | 17        | 17        | 17        | Exploité du début au milieu des années 1980. Il a été utilisé pour les vols inter-îles entre Grand Cayman et les îles sœurs.                                                                                   |
| Short 330                 | 1      | —        | 36        | 36        | 36        | Exploité de 1986 à 1990. |
| Total                     | 40+/-  | 9        |           |           |           | |

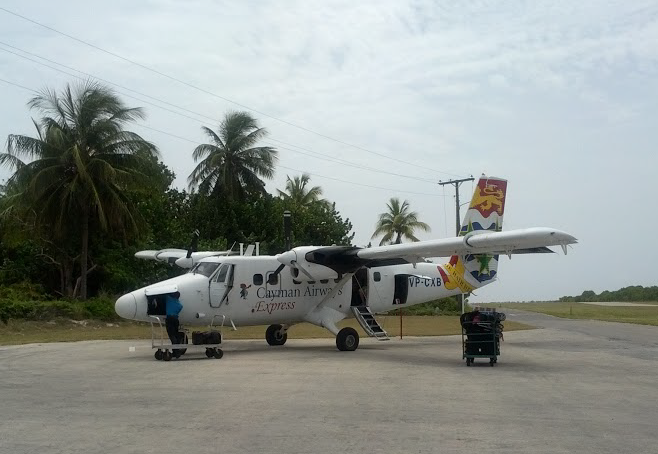
DHC-6 Twin Otter Series 300.
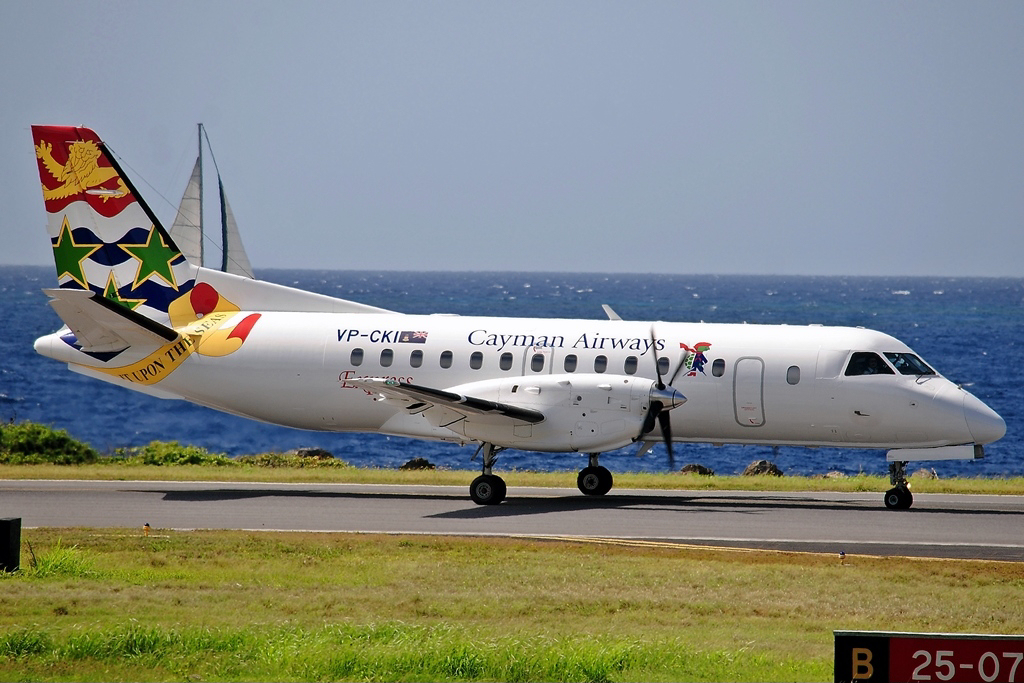
Cayman Airways Express Saab 340B (VP-CKI) à Roatan Airport.
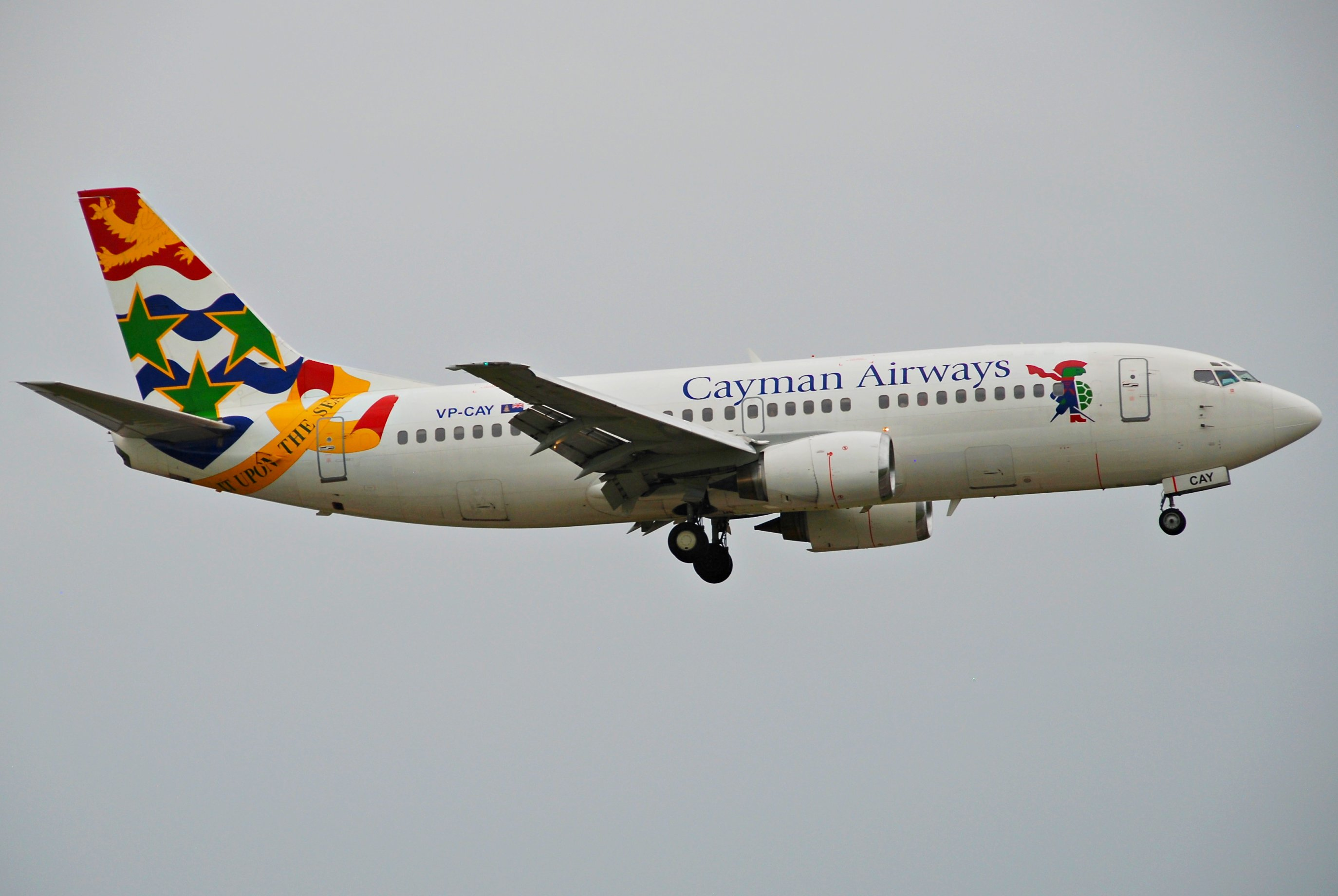
Cayman Airways Boeing 737-300; (VP-CAY) en 2011.
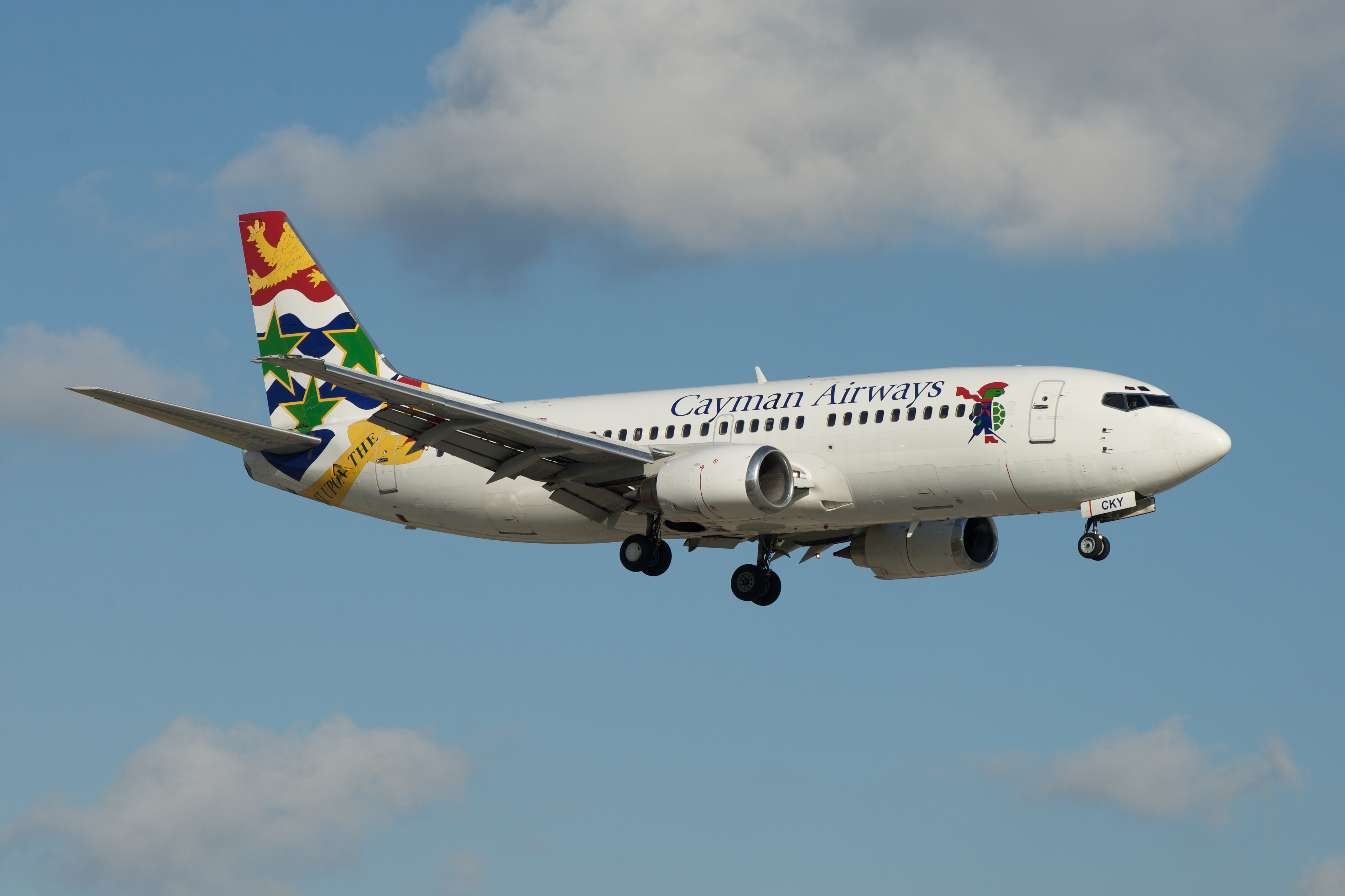
Boeing 737 de Cayman Airways.

## Destinations
- Grand Cayman (Aéroport international Owen Roberts)
- Cayman Brac
- Little Cayman (Aéroport Edward Bodden)
- La Havane
- Miami
- New York
- Chicago
- Tampa
- Denver
- La Ceiba
- Roatan
- Kingston
- Montego Bay